# Vuxenmålarbok

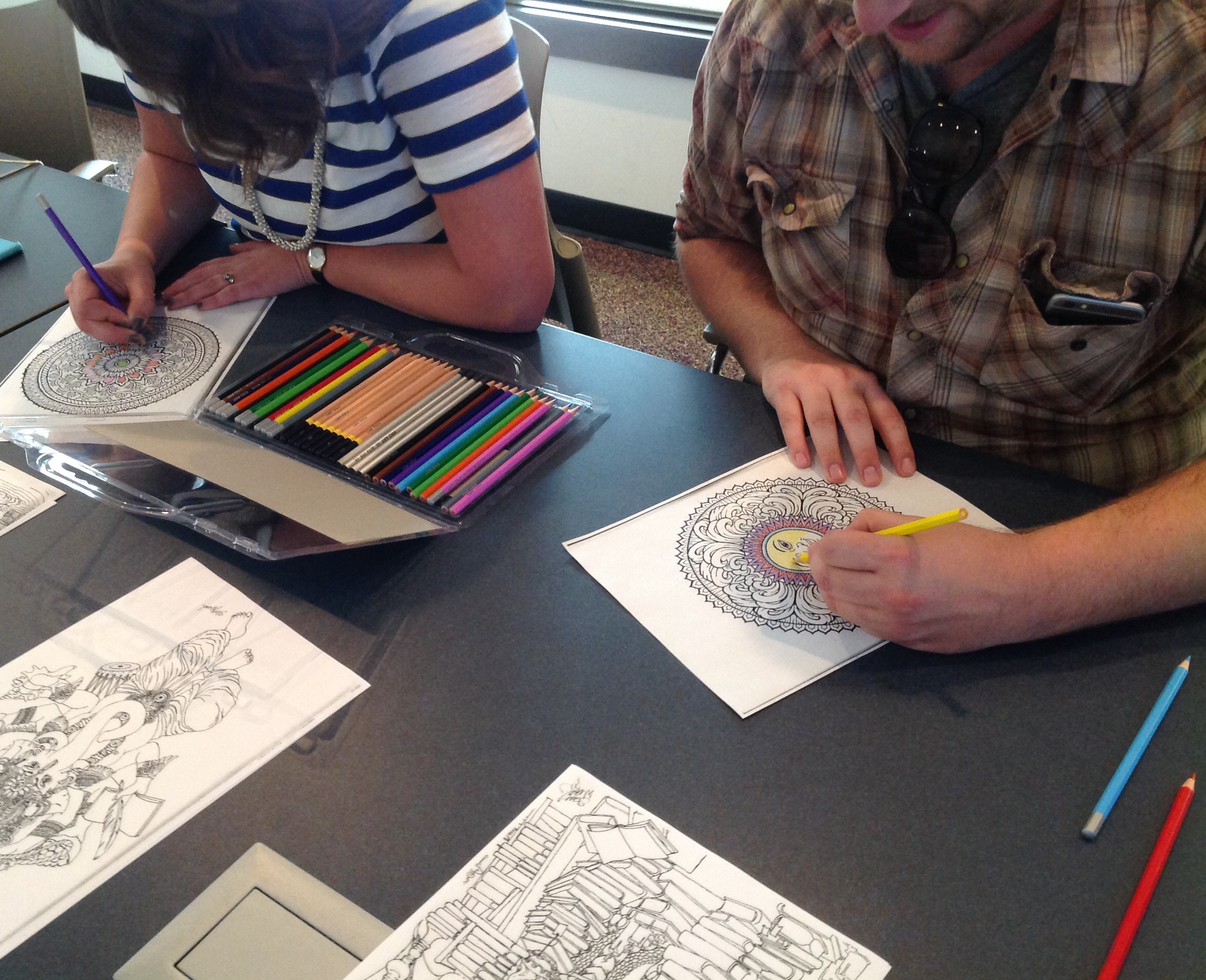
Vuxna som målar, vid Southeast Steuben Library

En vuxenmålarbok är en målarbok avsedd för vuxna. Ordet myntades år 2016 till följd av att målarböcker blev allt vanligare bland vuxna. Vuxenmålarböcker innehåller ofta mönster snarare än föreställande bilder, såsom fallet oftast är för målarböcker som är avsedda för barn, och är ofta förknippade med medveten närvaro. Ordet kan sägas vara en retronym, då det tar ett tidigare känt ord och breddar dess ursprungliga betydelse.
De första målarböckerna för vuxna tillverkades på 1960-talet i USA, och utgjorde politisk satir. Bilderna bestod av kontorsarbetare och byråkrater som krävde målaren att fylla bilderna med grå färg, annars skulle målarna bli av med sitt jobb. Under samma tid fanns även målarböcker förknippat med kalla kriget och antikommunism. Under 2000-talet kom målarböcker i USA med motiv relaterade till antiterrorism, efter 11 september-attackerna.
Målarböcker med medveten närvaro som mål blev populärt i Storbritannien år 2013, då Johanna Basford gav ut sin målarbok Secret Garden. Boken hade i februari 2016 sålt över 10 miljoner exemplar. Trenden spred sig sedan vidare till Sverige.